# Cancer Bats
I Cancer Bats sono un gruppo musicale canadese formatosi a Toronto nel 2004.

## Formazione

### Formazione attuale
- Liam Cormier – voce (2004-presente)
- Jaye R. Schwarzer – basso, voce secondaria (2007-presente)
- Scott Middleton – chitarra, voce secondaria (2004-presente)
- Mike Peters – batteria, percussioni (2005-presente)

### Ex componenti
- Jason Bailey – basso (2006-2007)
- Andrew McCracken – basso (2004-2006)
- Joel Bath – batteria, percussioni (2004-2005)

## Discografia

### Album in studio
- 2006 – Birthing the Giant
- 2008 – Hail Destroyer
- 2010 – Bears, Mayors, Scraps & Bones
- 2012 – Dead Set on Living
- 2015 – Searching for Zero
- 2018 – The Spark That Moves
- 2022 – Psychic Jailbreak

### EP
- 2005 – Cancer Bats
- 2009 – Tour EP
- 2010 – Sabotage EP
- 2013 – Bat Sabbath EP

### Split
- 2007 – This Is Hell/Cancer Bats
- 2009 – Cancer Bats/Rolo Tomassi
- 2011 – Cancer Bats/Black Lungs